# Eemsmond
Eemsmond (anhörenⓘ), bis 1992 Hefshuizen genannt, war eine Gemeinde an der Wattenküste der niederländischen Provinz Groningen. In der Gemeinde lebten 15.420 Einwohner (Stand 30. September 2018) auf 543,35 km² (wovon allerdings 354,04 km² Wasser sind). Von der Mündung der Ems in die Nordsee stammte der Name der Gemeinde. Die Gemeinde fusionierte zum 1. Januar 2019 mit Bedum, De Marne sowie Winsum. Der Name der neuen Gemeinde lautet Het Hogeland.

## Orte
Zur Gemeinde gehörten etwa 15 Dörfer und Weiler.
In der untenstehenden Auflistung bedeutet:
- ein K, dass das Dorf eine mittelalterliche Kirche hat;
- ein M, dass dort eine bemerkenswerte Windmühle steht;
- ein B bezeichnet einen Kleinbahnhof an der Linie Groningen-Eemshaven;
- die Zahl entspricht der ungefähren Einwohnerzahl des Ortes (falls über 1.000).

- Doodstil
- Industriegebiet Eemshaven  (M  „Goliath“ mitten in der Einsamkeit; B)
- Eppenhuizen
- Kantens (K, M)
- Noordpolderzijl
- Oldenzijl (K)
- Oosteinde
- Oosternieland (K)
- Oudeschip
- Roodeschool (B; 1.300)
- Rottum
- Startenhuizen
- Stitswerd (K) (der Ort hat die Postleitzahl mit dem höchsten Wert in den Niederlanden, nämlich 9999)
- Uithuizen (K, M, B; 5.600); Sitz der Gemeindeverwaltung
- Uithuizermeeden (K, B; 3.200)
- Usquert (K, M, B; 1.500)
- Warffum (K, B; 2.400) – mit den unbewohnten Rottum-Inseln im Wattenmeer
  - Rottumeroog
  - Rottumerplaat
  - Zuiderduintjes
- die unbewohnte Wattenmeerinsel Simonszand
- Zandeweer (K, M)
- Zevenhuizen.

## Lage und Wirtschaft

### Lage
Die Gemeinde liegt im äußersten Nordosten der Niederlande und grenzt daher an das Wattenmeer. An der Küste liegen der große, noch in Erweiterung befindliche Eemshaven und der kleinere Fischereihafen Noordpolderzijl, nördlich von Warffum und Usquert.
Nachbargemeinden sind Delfzijl, Loppersum und Winsum.

### Verkehr
Von Eemshaven aus gibt es eine direkte Fährverbindung zur deutschen Nordseeinsel Borkum. Eemshaven war früher auch ein Abfahrtsort für Schiffe, die zum beliebten zollfreien Einkauf auf „Butterfahrt“ gingen.
Eine Eisenbahnlinie führt von der Provinzhauptstadt Groningen nach Roodeschool, dem nördlichsten Personenbahnhof der Niederlande (weitere Haltestellen siehe oben). Die Bahn geht für den Güterverkehr weiter zur Anbindung des Eemshavens.
Die Nationalstraat 46 (keine Autobahn) Groningen – Eemshaven passiert auf einem Damm Roodeschool.

### Wirtschaft
Im Eemshaven-Gebiet siedeln sich immer mehr Betriebe an (siehe Eemshaven). Bedeutende Wirtschaftsfaktor sind Landwirtschaft, Kleingewerbe und Tourismus.

## Politik

### Fusion
Eemsmond wurde zum 1. Januar 2019 mit Bedum, De Marne und Winsum zur neuen Gemeinde Het Hogeland zusammengeschlossen.

### Sitzverteilung im Gemeinderat
Der Gemeinderat wird seit 2002 folgendermaßen gebildet:
| Partei                    | Sitze | Sitze | Sitze | Sitze |
| Partei                    | 2002  | 2006  | 2010  | 2014  |
| ------------------------- | ----- | ----- | ----- | ----- |
| Gemeentebelangen Eemsmond | 4     | 3     | 4     | 5     |
| SP                        | —     | —     | —     | 3     |
| CDA                       | 4     | 3     | 3     | 3     |
| PvdA                      | 5     | 6     | 5     | 2     |
| ChristenUnie              | 2     | 2     | 2     | 2     |
| VVD                       | 1     | 1     | 1     | 1     |
| D66                       | —     | —     | —     | 1     |
| GroenLinks                | 1     | 2     | 2     | 0     |
| Gesamt                    | 17    | 17    | 17    | 17    |

Aufgrund der Fusion zum 1. Januar 2019 fanden die Wahlen für den Rat der neuen Gemeinde Het Hogeland am 21. November 2018 statt.

### Bürgermeister
Vom 16. November 2007 bis zum Zeitpunkt der Gemeindeauflösung war Marijke van Beek (PvdA) amtierende Bürgermeisterin der Gemeinde. Zu ihrem Kollegium zählten die Beigeordneten Harald Bouman (Gemeentebelangen Eemsmond), Sandra Herkströter (SP), Harrie Sienot (CDA), Theo Berends (ChristenUnie) sowie der Gemeindesekretär Betto Meijer.

## Städtepartnerschaften
- Krosno Odrzańskie, Polen
- Borkum, Deutschland

## Geschichte, Namenserklärungen
In diesem Gebiet, wo der Kampf zwischen Mensch und Wasser immer eine große Rolle gespielt hat, entstanden schon zu Anfang unserer Zeitrechnung die ersten Siedlungen (unter anderem Warffum und Usquert) auf „wierden“ (Deutsch: Warften). Das sind von Menschenhand aufgeworfene Höhen, wo Bauernhöfe und später auch Kirchen und kleine Dörfer entstanden. Im 10. Jahrhundert fing man an, entlang der immer weiter nach Norden weichenden Wattenmeerküste Deiche zu bauen. So entstanden Uithuizen (= die nach außen liegenden Häuser) und später Uithuizermeeden (= die Wiesen bei Uithuizen; „meeden, maden, maten“ sind ostniederländische Dialektwörter für „Wiese wo man Heu mäht“; vergleiche -matt in: Zermatt).
In Usquert gab es im Mittelalter bedeutende Fischerei; der Name lässt sich etwa als „Fischwarft“ erklären.
Im 18. Jahrhundert strandete ein Seeschiff im Watt. Das Gebiet wurde eingepoldert, und das alte Schiff zur Herberge umgebaut. So entstand der Weiler Oudeschip.
In der ganzen Gemeinde gibt es villenartige Bauernhäuser aus dem 19. Jahrhundert, weil die Bauern, die damals allerhand Getreide anbauten, hohe Preise verlangen konnten und oft sehr reich wurden.
Das Dorf Roodeschool entstand um ein 1830 gebautes, rotes Schulgebäude.
Merkwürdig ist der Ortsname Doodstil. Das niederländische Wort „doodstil“ bedeutet: „totenstill“, extrem ruhig. Der Weiler ist auch sehr ruhig. Der Name bedeutet aber: „til“ (= kleine Brücke) von Doede. Ein Mann mit diesem Vornamen hatte vor langer Zeit einen Bauernhof, um den der Ort entstand. Die kleine Brücke, die von Hand geöffnet werden kann, besteht immer noch.
Dieser Ortsname wurde 2005 in einer Umfrage von der niederländischen und Niederländisch sprechenden belgischen Bevölkerung zum „schönsten Ortsnamen“ des niederländischen Sprachgebiets gekürt.

## Sehenswürdigkeiten
- Im Dorf Warffum stehen einige malerische Häuser, ein Tante-Emma-Laden und ein Café aus der Periode 1780–1915. Diese Häuser bilden jetzt das Freilichtmuseum Openluchtmuseum Het Hoogeland. Ein Nebengebäude dieses Museums steht in Uithuizermeeden.
- Ebenfalls in Warffum findet jeden Sommer das internationale Folklore- und Volkstanzfestival „Op Roakeldais“ statt.
- Eemsmond ist, wie die Nachbargemeinden, reich an kleinen mittelalterlichen Kirchen. Einige haben sehenswerte Orgeln, die Kirche von Uithuizen sogar eine vom berühmten Orgelbauer Arp Schnitger.
- Der kleine Hafen Noordpolderzijl an der Wattenmeerküste ist auch für Touristen und deren Schiffe geöffnet.
- Uithuizen hat ein kleines Schloss namens Menkemaborg (Borg = Landsitz, der Familie Menkema) ebenso wie Uithuizermeeden, nämlich die Rensumaborg. Eine Besichtigung zeigt die interessante Einrichtung des Gebäudes. Auch die Garten- und Parkanlagen können besichtigt werden.
- Das ehemalige Rathaus von Usquert (jetzt ein Bürogebäude) wurde vom bekannten Architekten H. P. Berlage entworfen.